# Positively Somewhere
Albums de Jennifer Paige
Jennifer Paige
(1998) Flowers The Hits Collection
(2003)
Singles
1. These Days
Sortie : 6 mars 2002
2. Stranded
Sortie : 17 juin 2002

Positively Somewhere est second album de Jennifer Paige sorti en 2001.

## Liste des pistes
1. These Days (Thornalley, Campsie) – 3:28
2. Here With Me (Brownleewe, Arbuckle Lee, Beaty, Stanfield) – 3:39
3. Stranded (Brownleewe, Arbuckle Lee) - 3:35
4. Make Me (Goldmark, Mueller) - 3:30
5. Way Of The World (Hammond, Scoffield) - 3:16
6. Not This Time (Paige, Jensen, Larsson, Bullard) - 3:24
7. You Get Through (Paige, De Salvo, Roman) - 3:57
8. Feel So Far Away (Scoggings) - 4:14
9. The Edge (Paige, Harmon, Livingston) - 3:49
10. Tell Me When (Paige, Ward, Booker) - 4:43
11. Stay The Night (Paige, Goldmark, Carlsson) - 3:03
12. Vapor (West, Lloyd) - 3:59